# Enciclopèdia de l'Islam
L'Enciclopèdia de l'islam (Encyclopaedia of Islam) és l'enciclopèdia estàndard de la disciplina acadèmica dels estudis islàmics i la considerada de referència en llengua anglesa. Es tracta d'una enciclopèdia que tracta del món islàmic, no pas una enciclopèdia islàmica o musulmana. La majoria dels temes són del període premodern, però algunes entrades són del període contemporani.
S'han esmerçat 40 anys en completar l'obra. Cada article està escrit per un reconegut especialista en el tema.
Abasta articles sobre destacats musulmans de qualsevol edat i país, sobre tribus i dinasties, sobre oficis i ciències, d'institucions polítiques i religioses, de geografia, etnografia, flora i fauna de diversos països i sobre la història, llocs i monuments de les principals poblacions i ciutats. En la seva visió geogràfica i històrica abasta els antics imperis araboislàmics i els països islàmics de l'Iran, Àsia central, el subcontinent Indi, Indonèsia, l'Imperi Otomà i els altres països islàmics. L'editor principal és Martijn Theodoor Houtsma.
La primera edició va ser publicada, de 1913 a 1938, en anglès, alemany i francès per l'editorial neerlandesa Brill en quatre volums més un suplement. Com que quasi tota va ser escrita per europeus, reflecteix el punt de vista occidental sobre el món islàmic.
Una edició resumida es va editar el 1953 (SEI). Parcialment va ser traduïda a l'àrab, turc i urdu. La segona edició va començar a preparar-se el 1954 i es va acabar el 2005 i està disponible en anglès i francès. Incorpora articles d'estudiosos musulmans.
Des de 1999 se'n pot consultar la versió electrònica

## Primera edició,EI1
- M. Th. Houtsma et al., editors., The Encyclopædia of Islam: A Dictionary of the Geography, Ethnography and Biography of the Muhammadan Peoples, 4 volums i suplementds Leiden: E.J. Brill i Londres: Luzac, 1913-38.
  - Vol.1. A-D, M. Th. Houtsma, T. W. Arnold, R. Basset eds., 1913.
  - Vol.2. E-K, M. Th. Houtsma, A. J. Wensinck, T. W. Arnold eds., 1927.
  - Vol.3. L-R, M. Th. Houtsma, A. J. Wensinck, Évariste Lévi-Provençal eds., 1934.
  - Vol.4. S-Z, M. Th. Houtsma, A. J. Wensinck, H. A. R. Gibb, eds., 1936.
    - Suplement 1. Ab-Djughrafiya, 1934.
    - Suplement 2. Djughrafiya-Kassala, 1936.
    - Suplement 3. Kassala-Musha'sha', 1937.
    - Suplement 4. Musha'sha'-Taghlib, 1937.
    - Suplement 5. Taghlib-Ziryab, 1938.
- M. Th. Houtsma, R. Basset et T. W. Arnold, eds., Encyclopédie de l'Islam: Dictionnaire géographique, ethnographique et biographique des peuples musulmans. Publié avec le concours des principaux orientalistes, 4 vols. avec Suppl., Leyde: Brill et Paris: Picard, 1913-1938. (French)
- M. Th. Houtsma, R. Basset und T. W. Arnold, herausgegeben von, Enzyklopaedie des Islām : geographisches, ethnographisches und biographisches Wörterbuch der muhammedanischen Völker, 5 vols., Leiden: Brill und Leipzig : O. Harrassowitz, 1913-1938. (German)
- M. Th. Houtsma et al., eds., E.J. Brill's first encyclopaedia of Islam, 1913-1936, Leiden: E. J. Brill, 8 vols. with Supplement (vol. 9), 1993. ISBN 90-04-09796-1

## Versió resumidaSEI
- H. A. R. Gibb and J. H. Kramers eds. en nom de la Royal Netherlands Academy, Shorter Encyclopäedia of Islam, Leiden: Brill, 1953. ISBN 90-04-00681-8
- M. Th. Houtsma et al. eds., İslâm ansiklopedisi : İslâm âlemi coğrafya, etnografya ve biyografya lûgati, 13 in 15 vols., İstanbul: Maarif Matbaası, 1940-1988. (Turc)

- يصدرها باللغة العربية أحمد الشنتناوي، إبراهيم زكي خورشيد ، عبد الحميد يونس، دائرة المعارف الإسلامية: اصدر بالألمانية والإنجليزية والفرنسية واعتمد في الترجمة العربية على الأصلين الإنجليزي والفرنسي، الطبعة ٢، القاهرة: دار الشعب، -۱۹٦۹ (Àrab)
- محمود ‌الحسن عارف، مختصر اردو دائرۀ معارف اسلامیه، لاهور:دانشگاه پنجاب، ۲۵ ج.ها،۱۹۵۹-۱۹۹۳ (Urdu)

## Segona edició,EI2
- Editada per P.J. Bearman, Th. Bianquis, C.E. Bosworth, E. van Donzel i W.P. Heinrichs et al., Encyclopædia of Islam, 2nd Edition., 12 vols. amb índexs, etc., Leiden: E. J. Brill, 1960-2005
  - Vol. 1, A-B, Editada per un comitè editorial amb H.A.R. Gibb, J.H. Kramers, Évariste Lévi-Provençal, J. Schacht, Assistit per S.M. Stern (pp. 1–320); — B. Lewis, Ch. Pellat i J. Schacht, Assisted by C. Dumont and R.M. Savory (pp. 321–1359)., 1960. ISBN 90-04-08114-3
  - Vol. 2, C-G, Edited by B. Lewis, Ch. Pellat and J. Schacht. Assisted by J. Burton-Page, C. Dumont and V.L. Ménage., 1965. ISBN 90-04-07026-5
  - Vol. 3, H-Iram Edited by B. Lewis, V.L. Ménage, Ch. Pellat and J. Schacht, Assisted by C. Dumont, E. van Donzel and G.R. Hawting eds., 1979. ISBN 90-04-08118-6
  - Vol. 4, Iran-Kha, Edited by E. van Donzel, B. Lewis and Ch. Pellat, Assisted by C. Dumont, G.R. Hawting and M. Paterson (pp. 1–256); — C.E. Bosworth, E. van Donzel, B. Lewis and Ch. Pellat, Assisted by C. Dumont and M. Paterson (pp. 257–768); — Assisted by F.Th. Dijkema, M., 1978. ISBN 90-04-05745-5
  - Vol. 5, Khe-Mahi, Edited by C.E. Bosworth, E. van Donzel, B. Lewis and Ch. Pellat, Assisted by F.Th. Dijkema and S. Nurit., 1986. ISBN 90-04-07819-3
  - Vol. 6, Mahk-Mid, Edited by C.E. Bosworth, E. van Donzel and Ch. Pellat, Assisted by F.Th. Dijkema and S. Nurit. With B. Lewis (pp. 1–512) and W.P. Heinrichs (pp. 513–1044)., 1991. ISBN 90-04-08112-7
  - Vol. 7, Mif-Naz, Edited by C.E. Bosworth, E. van Donzel, W.P. Heinrichs and Ch. Pellat, Assisted by F.Th. Dijkema (pp. 1–384), P.J. Bearman (pp. 385–1058) and Mme S. Nurit, 1993. ISBN 90-04-09419-9
  - Vol. 8, Ned-Sam, Edited by C.E. Bosworth, E. van Donzel, W.P. Heinrichs and G. Lecomte, Assisted by P.J. Bearman and Mme S. Nurit., 1995. ISBN 90-04-09834-8
  - Vol. 9, San-Sze, Edited by C.E. Bosworth, E. van Donzel, W.P. Heinrichs and the late G. Lecomte, 1997. ISBN 90-04-10422-4
  - Vol. 10, Tā'-U[..], Edited by P.J. Bearman, Th. Bianquis, C.E. Bosworth, E. van Donzel and W.P. Heinrichs, 2000. ISBN 90-04-11211-1
  - Vol. 11, V-Z, Edited by P.J. Bearman, Th. Bianquis, C.E. Bosworth, E. van Donzel and W.P. Heinrichs, 2002. ISBN 90-04-12756-9
  - Vol. 12, Supplement, Edited by P.J. Bearman, Th. Bianquis, C.E. Bosworth, E. van Donzel and W.P. Heinrichs, 2004. ISBN 90-04-13974-5
  - Glossary and index of terms to v. 1-9, 1999. ISBN 90-04-11635-4
  - Index of proper names v. 1-10, 2002. ISBN 90-04-12107-2
  - Index of subjects, fasc. 1, compiled by P. J. Bearman, 2005. ISBN 90-04-14361-0
  - Glossary and index of terms to v. 1-12, 2006. ISBN 90-04-15610-0
  - An Historical Atlas of Islam, William C. Brice ed., 1981. ISBN 90-04-06116-9
- E. van Donzel, Islamic desk reference: compiled from The Encyclopaedia of Islam, Leiden: E. J. Brill, 1994. ISBN 90-04-09738-4 (an abridged selection)